# Jindřich V. Železný
Jindřich V. Železný (latinsky Ferreus, 1312/1321? – 13. dubna 1369) byl hlohovský, zaháňský a stínavský kníže z rozrodu slezských Piastovců.
Jeho otcem byl hlohovsko-zaháňský kníže Jindřich IV. Věrný. Se narodil mezi 1312 a 1321. Patřil mezi odpůrce lucemburské politiky, po smrti svého otce († 1342) odmítl složit českému králi lenní hold a vytáhl do boje. Na stranu Lucemburků se však překvapivě postavil polský král Kazimír III., který se svým vojskem vpadl do části Velkopolska, ovládané hlohovským knížetem, obsadilo Vschovou a vypálilo Stínavu. Jindřich Železný byl nucen ustoupit a dne 23. listopadu 1344 nakonec lenní slib českému králi složil. Slezský kníže se pak objevoval v blízkosti markraběte a později i českého krále Karla. Spor s Lucemburky však nanovo vypukl na přelomu let 1359 a 1360, kdy Karel vyhověl dědickým nárokům svídnických Piastovců a necitlivě rozdělil Hlohovsko. Zhrzený kníže se proto přimkl k polskému králi Kazimírovi III., v roce 1365 za něj provdal svou dceru Hedviku. Často pobýval na královském dvoře v Krakově, jeho ambice ale zhatila jak neschopnost Hedviky porodit Kazimírovi mužského potomka, tak i jeho smrt na zápal plic v roce 1369. Byl pochován v augustiniánském klášteře v Zaháni.